# 하에촌
하에촌(飯江村)은 후쿠오카현의 남부, 미이케군에 있던 촌이다.